# Thành Trà Lân

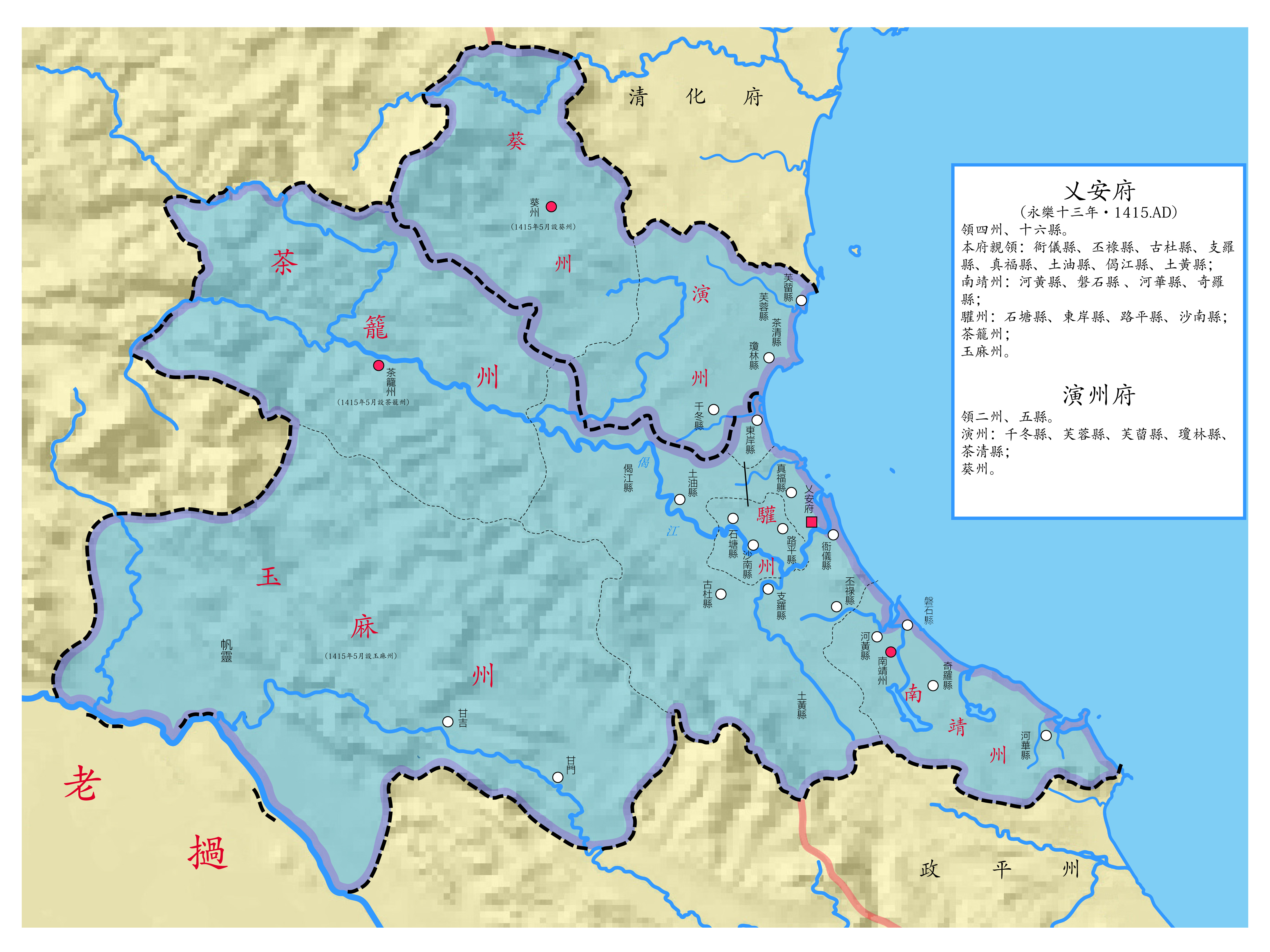
Vị trí thành Trà Lân và phủ Nghệ An thời thuộc Minh

Thành Trà Lân (chữ Hán: 茶麟), còn được gọi là Trà Long (茶籠), là một thành cổ, thủ phủ của phủ Trà Lân, xứ Nghệ An, tương đương với thị trấn Trà Lân, huyện Con Cuông, Tương Dương ngày nay. Đây là địa điểm diễn ra trận chiến vừa công vừa dụ hàng theo kế hoạch đánh chiếm vùng Nghệ An thừa tuyên của tướng quân Nguyễn Chích trong cuộc Khởi nghĩa Lam Sơn (1418–27) chống lại sự cai trị của nhà Minh.
Thành ở trên một ngọn núi bên bờ bắc sông Lam, gần ngã ba Sông Con (nay thuộc thị trấn Trà Lân, huyện Con Cuông). Là nơi án ngữ con đường "thượng đạo" chạy qua miền Tây Nghệ An và là điểm chốt chặn giữa vùng rừng núi và đồng bằng. Thành đắp theo thế núi, chu vi chừng 2 km, phía ngoài có hào và rào tre trúc dày, do viên tri phủ thổ quan Cầm Bành cùng hơn 1.000 thổ binh chốt giữ. Tháng 10 năm 1424, sau trận thắng lớn ở Bồ Đằng (hay Bồ Lạp thuộc Quỳ Châu, Nghệ An), nghĩa quân Lam Sơn tiến đánh thành, vừa vây hãm vừa phủ dụ Cầm Bành đang cố thủ trong thành chờ quân cứu viện. Sau hơn 1 tháng vừa kiệt sức, vừa tuyệt vọng, Cầm Bành phải mở cửa thành đầu hàng.